# لايف واير
لايف وير (بالإنجليزية: Lifewire)‏ عبارة عن صحيفة إلكترونية عن المعلومات التقنية. مالك موقع الويب هي شركة دوت داش، التي كانت تُسمى في الأصل أبوت.كوم، وقد قامت باطلاق لايف وير في عام 2016 كأحد مواقعها الأساسيَّة.
اعتبارًا من مايو 2018، حصل على الموقع على تصنيف عالمي قدرهُ «736» وتصنيفًا في الولايات المتحدة قدرهُ «465» وذلك بواسطة أليكسا إنترنت.

## المُحتوى
يقوم الموقع بتقديم النصائح والأجوبة حول الأسئلة والمشكلات التقنية الشائعة. وعندما تم إطلاقه، اشتمل الموقع على 16000 مقالة كتبها 40 شخصًا يُذكر أنَّهُ ذو خبرة.

## روابط خارجية
- الموقع الرسمي